# Jurinea cyanoides
Espèce
Jurinea cyanoides est une espèce de plante à fleurs européenne de la famille des Asteraceae et du genre Jurinea.

## Description
Jurinea cyanoides est une plante herbacée pérenne dressée, caduque et qui atteint des hauteurs de 20 à 70 cm. Cette espèce forme des racines au sol jusqu'à 2,5 m de profondeur. Au cours de la reproduction végétative, les pousses souterraines peuvent devenir de nouvelles sous-plantes d'un individu. Les feuilles du feuillage, disposées en rosette basale, sont pennées, avec des extrémités linéaires à bords entiers. La face supérieure de la feuille est en toile d'araignée laineuse au début, puis chauve, puis vert foncé ; le dessous de la feuille reste blanc poilu et tomenteux.
Les capitules à longues tiges sont généralement individuels sur les tiges. Ils ont un diamètre de 3 à 5 cm. Les involucres sont gris tomenteuses. Habituellement, la corolle est violette. La période de floraison s'étend de juillet à septembre.
Les akènes sont lisses et faiblement dénoyautés.
Le nombre de chromosomes est 2n = 30.

## Répartition
Jurinea cyanoides est répandu du sud et du centre de la Russie jusqu'à la Sibérie occidentale et plus loin dans l'Altaï et des pays du Caucase au Turkestan. Des gisements disjoints se situent dans les régions de l'Elbe et du Rhin-Main à environ 500 km de la zone principale fermée.
Jurinea cyanoides pousse dans un sol sableux calcaire, faiblement humifère dans un climat d'été chaud. Elle peuple les pelouses sablonneuses, les forêts de pins sèches clairsemées et les dunes intérieures. Elle est rarement dans les zones sablonneuses entre les estuaires du Neckar et du Main, sur le cours moyen du Main, dans le Brandebourg, la Saxe-Anhalt et la Saxe.

## Écologie
Jurinea cyanoides pousse souvent avec Koeleria glauca, Corynephorus canescens, Euphorbia seguieriana, Artemisia campestris, Medicago minima